# Вест-Гейзелтон (Пенсільванія)
Вест-Гейзелтон (англ. West Hazleton) — місто (англ. borough) в США, в окрузі Лузерн штату Пенсільванія. Населення — 5163 особи (2020).

## Географія
Вест-Гейзелтон розташований за координатами 40°58′12″ пн. ш. 76°0′47″ зх. д. / 40.97000° пн. ш. 76.01306° зх. д. (40.969899, -76.013052).  За даними Бюро перепису населення США в 2010 році місто мало площу 3,88 км², уся площа — суходіл.

## Демографія
Згідно з переписом 2010 року, у селищі мешкали 4594 особи в 1792 домогосподарствах у складі 1121 родини. Густота населення становила 1183 особи/км².  Було 2075 помешкань (535/км²).
Расовий склад населення:
| - 71,9 % — білих - 3,1 % — чорних або афроамериканців - 0,4 % — корінних американців - 0,3 % — азіатів - 0,1 % — вихідців з тихоокеанських островів - 20,7 % — осіб інших рас |

До двох чи більше рас належало 3,4 %. Частка іспаномовних становила 35,4 % від усіх жителів.
За віковим діапазоном населення розподілялося таким чином: 26,7 % — особи молодші 18 років, 59,3 % — особи у віці 18—64 років, 14,0 % — особи у віці 65 років та старші. Медіана віку мешканця становила 35,9 року. На 100 осіб жіночої статі у селищі припадало 96,8 чоловіків;  на 100 жінок у віці від 18 років та старших — 92,2 чоловіків також старших 18 років.
Середній дохід на одне домашнє господарство  становив 47 513 долари США (медіана — 36 761), а середній дохід на одну сім'ю — 56 406 доларів (медіана — 45 972). Медіана доходів становила 33 207 доларів для чоловіків та 29 497 доларів для жінок. За межею бідності перебувало 13,6 % осіб, у тому числі 18,9 % дітей у віці до 18 років та 16,4 % осіб у віці 65 років та старших.
Цивільне працевлаштоване населення становило 1718 осіб. Основні галузі зайнятості: виробництво — 30,8 %, роздрібна торгівля — 14,2 %, освіта, охорона здоров'я та соціальна допомога — 13,3 %.